# Dominique Lapierre
Dominique Lapierre (Châtelaillon-Plage, 30 de juliol de 1931 - Ramatuela, Sant Tropetz, 3 de desembre de 2022) fou un escriptor, novel·lista, assagista, periodista i filantrop francès.
Lapierre, autor de best-sellers internacionals, nascut al si d'una família de diplomàtics, va patir la Segona Guerra Mundial des de París i a finals dels anys quaranta va emprendre un viatge a Mèxic, Estats Units i el Canadà del qual va treure el seu primer llibre, Un dòlar cada mil quilòmetres, en referència a la realitat del seu periple, una aventura de 32.000 quilòmetres amb només 32 dòlars a la butxaca. Més endavant, va exercir de periodista a diversos diaris i revistes. Entre 1954 i 1967 va treballar a Paris Match, on va fer de corresponsal a Moscou i l'Índia. Precisament, un dels seus llibres més coneguts, "La Ciudad de la alegria", on explica la història dels habitants d'un barri de barraques de Calcuta, està relacionat amb la seva experiència a l'Índia, i fou adaptat al cinema el 1992. Lapierre va passar dos anys investigant per escriure aquest llibre i va fundar amb la seva dona una associació d'ajuda a Calcuta, amb el suport de la mare Teresa de Calcuta. L'autor va destinar la meitat dels drets d'autor dels seus llibres a aquesta fundació.
Molts dels seus treballs els va fer en col·laboració amb el nord-americà Larry Collins. Es van conèixer a Guatemala, on havia anat a cobrir la revolució de Guatemala. El primer llibre que van publicar junts va ser "Crema París?", tot un èxit que va anar seguit d'altres com "Oh Jerusalem", "Aquesta nit la llibertat", sobre el naixement de l'Índia i el Pakistan i que va suposar quatre anys de feina i un recorregut de més de 250.000 quilòmetres a la recerca de llocs i testimonis, o "El Quinto Jinete". En català, té publicats Crema Nova York? i Era mitjanit a Bhopal. També destaca "Llevaras duelo por mi", sobre la vida del torero Manuel Benítez «El Cordobés», amb el rerefons de la Guerra Civil, el franquisme i el toreig. Totes dues escrites a quatre mans amb Collins. Als anys setanta, la parella de reporters es va convertir en tota una referència clau del periodisme narratiu. I també van aconseguir ingressos milionaris.
Fins gairebé els 80 anys, Lapierre encara escrivia, però una caiguda el 2012 li va causar un traumatisme cranial i el va portar a un coma, del qual es va despertar per afrontar una llarga rehabilitació, i finalment, li va produir una pèrdua progressiva de la parla i la capacitat d'escriure.
El 6 de maig del 2008, el govern indi va atorgar-li la medalla Padma Bhushan per les seves accions a favor dels més pobres del país. La seva passió per la literatura la va traslladar a la seva filla, Alexandra Lapierre, que és també una reconeguda escriptora, especialment apreciada per les seves novel·les històriques.